# Cranioleuca pallida
Cranioleuca pallida là một loài chim trong họ Furnariidae.
Đây là loài đặc hữu của Brasil.
Môi trường sống tự nhiên của chúng là rừng ẩm vùng đất thấp nhiệt đới hoặc cận nhiệt đới.